# Baños de San Lorenzo
Los baños de San Lorenzo son manantiales termales ubicados en la Región del Biobío y que son utilizados para fines medicinales.

## Historia
Francisco Solano Asta-Buruaga y Cienfuegos escribe sobre el lugar en su Diccionario Geográfico de la República de Chile de 1899:: 714 
San Lorenzo (Baños de.)-—Se hallan en el departamento del Laja en una quebrada de las ramificaciones del sur de la Silla de Belluga por donde tiene nacimiento una corriente de agua de las que constituyen las cabeceras del Duqueco llamada riachuelo de San Lorenzo y que da el nombre á estas termas. Se va á ellas subiendo por el margen sur del mismo Duqueco. Según el análisis practicado el 5 de enero de 1860 por el profesor Domeyko al tiempo de su descubrimiento, las aguas pertenecen á la clase de las de Apoquindo y de Cauquenes. Un litro contiene en disolución 0,33 sal común; 0,10 de calcio; 0,01 yeso; 0,08 cloruro de magnesia; 0,01 de hierro.
Luis Risopatrón lo describe en su Diccionario Jeográfico de Chile de 1924:: 810 
San Lorenzo (Baños de) 37° 35' 71° 27' Son termales, de aguas cloruradas i se encuentran a unos 6 kilómetros hacia el N de la confluencia de los rios Coquillen i Ouilaquin, de los oríjenes del Duqueco. 61, XXIII, p. 136; 155, p. 713; i 156; rio en 10, p. 237 (Juan de Ojeda, 1803); de San Lorenzo o Villucura en 63, p. 429; San Lorenzo o Vilicura en 85, p. 104; aguas de Vilicura en 61, xxxix, p. 245; i termas Baño s de S. Lorenzo de Viílucura en 68, p. 37.